# علي البازي
علي حسين الخفاجي البازي (1904 - 1967) شاعر عراقي في القرن 20 م/14 هـ.  ولد في النجف وتلقى مقدمات العلوم على يد بعض العلماء فيها وتنقل مدة بين مدينتي طويريج (الهندية) والكوفة. عمل بإدارة محل للصياغة (أربع سنوات) في الكوفة، ثم انصرف إلى ممارسة الأدب الشعبي واتصل بأعلامه، فبرز شاعرًا بالعامية والفصحى، وصار خطيبًا بارزًا. له مواقفه الوطنية في ثورة العشرين، وله مواقفه الإصلاحية لصالح مدينة الكوفة. من مؤلفاته وسيلة الدراين وأدب التاريخ وديوان شعره بالعامية والفصحى. توفي في الكوفة، ودفن في النجف.

## سيرته
ولد علي بن حسين بن جاسم بن إبراهيم بن محمد بن نصيف بن خليل بن جاسم بن سلطان بن علي الخفاجي المعروف بالبازي (اذ هو لقب لجده الاعلى) في النجف شوال 1350 هـ/ ديسمبر 1904 م ونشأ بها. انتقل إلی الكوفة سنة 1322 هـ واشتغل ببعض الأعمال الحرة. قرأ مقدماته علی باقر القزويني وعبد الأمير الفلوجي واتصل بفحول الشعر العامي وترمن علی الخطابة وذاع صيته. برع في نظم التأريخ وأجاد فيه وصار من أعلامه.اتصل بشيخ الخزاعل سلمان الظاهر، ثم اتصل بمحسن العذاري في المشخاب، بعدها واصل عمله بالخطابة في منطقة الهارثة بمدينة البصرة.

ومن أشهر شعره الفصيح ملحمته في الثورة العراقية الكبرى «فقد استعرض مبادئ الثورة وأسرارها وذكر ابطالها ورجالها والمواقع التي التحم فيها القتال وبسالة الفرات الأوسط ومواقفه المدهش.»

توفي في الكوفة شهر شعبان 1387 هـ/ نوفمبر 1967 م ودفن في النجف.

## مؤلفاته
- وسيلة الدارين
- ديوان شعره
- أدب التأريخ
- ديوان شعر عامي

## وصلات خارجية
- في موقع archive.alsharekh.org